# Carles Flotats i Galtés
Carles Flotats i Galtés (Barcelona, 3 de noviembre de 1880-Canet de Mar, 10 de noviembre de 1949) fue un escultor e imaginero español.

## Biografía
Es hijo de quien fuera uno de los principales imagineros de temática religiosa de finales del XIX, Joan Flotats i Llucià (1847-1917) y de Rosa Galtés i Coll. De su padre hereda oficio y vocación y desde muy niño deja ver sus dones para la escultura, cualidad esta que perfecciona estudiando anatomía en el Hospital Clínico de la ciudad condal, en la que se habían instalado sus padres (ambos eran de Manresa).
Trabaja en el taller de su padre, como lo haría también Llorenç Matamala i Pinyol (1856-1927), principal de los discípulos de Joan Flotats primero y yerno de este después, al casarse con su hija Caterina. Mientras su cuñado Llorenç centrará su carrera en la colaboración con Antoni Gaudí (fue jefe de modelado de la Sagrada Familia), con quien también había trabajado Joan Flotats, Carles Flotats mantendrá abierto el taller de su padre una vez fallecido este en 1917 y desarrollará su carrera conjugando la formación recibida de él y en las diferentes influencias modernistas que marcan el comienzo del siglo XX barcelonés. Hereda también de Joan Flotats determinados vínculos como los que mantiene con los jesuitas o con la localidad natal de este, Manresa, donde trabajará de forma notable.
Carles Flotats, al igual que su padre, trabaja sobre todo la imaginería religiosa, tanto en bronce como en piedra y madera. No se cierra tampoco a la escultura de temática ‘profana’, como lo demuestra su realización en 1930 del busto en bronce del Doctor Pi i Molist, psiquiatra barcelonés ante cuya clínica estuvo durante muchos años este monumento, que en la actualidad se encuentra en un patio interior de la sede municipal del Distrito de Nou Barris en la capital catalana.
Carles Flotats falleció en Canet de Mar, su localidad de adopción, y en la que una calle lleva su nombre, el día 10 de noviembre de 1949.

## Obras

### Obras civiles
- Busto del Dr. Pi i Molist (Barcelona).
- Monumento a Jacinto Verdaguer. Monasterio de Montserrat (Barcelona).
- Gárgolas del Castillo de Santa Florentina (Canet de Mar, Barcelona).

### Obras religiosas
- Relieves de la Vida de San Ignacio de Loyola (1915-1918). Coveta de la Iglesia de la Sociedad de Jesús (Manresa, Barcelona).
- Panteones de las Familias Jorbá, Devant y Alter en el Cementerio de Manresa, Barcelona.
- Ángel monumental de la entrada del Cementerio de Manresa.
- San Ignacio de Loyola. Iglesia del Sagrado Corazón (PP. Jesuitas, Barcelona).
- San Francisco Javier Iglesia del Sagrado Corazón (PP. Jesuitas, Barcelona).
- Inmaculada Concepción. Iglesia del Sagrado Corazón (PP. Jesuitas, Barcelona).
- Inmaculada Concepción. Iglesia de Santa María de la Seo (Manresa, Barcelona).
- Inmaculada Concepción. Capilla de las Hermanitas de los Pobres. (Manresa, Barcelona).
- Inmaculada Concepción. Iglesia de Canet de Mar (Barcelona). 1949.
- Santa Bernardette. Claustro de la Catedral de Barcelona.
- Cristo Rey. Instituto Químico de Sarrià. Barcelona.
- Virgen Blanca de los Pirineos. Iglesia del Mercadal (Gerona).
- Estación del Vía Crucis del Monasterio de Montserrat (Barcelona).
- San Ignacio de Loyola. Iglesia de Santo Domingo (Murcia)
- Santísimo Cristo de la Victoria. Iglesia de Nuestra Señora de Belén (Crevillente, Alicante). 1941.
- Santísimo Cristo de la Agonía, Cofradía Marraja. Cartagena. 1942.

Así como numerosas esculturas de San Marcelino Champagnat para los colegios de los Maristas de Cataluña y Levante.